# Mabel Normand

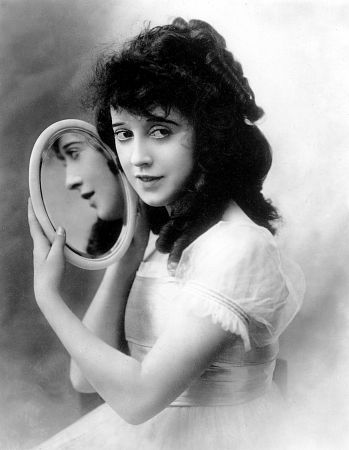
Mabel Normand, 1918

Mabel Ethelreid Normand (* 9. November 1892 in Staten Island, New York; † 23. Februar 1930 in Monrovia, Kalifornien) war eine US-amerikanische Stummfilmschauspielerin und Regisseurin. Noch vor ihren späteren Filmpartnern Fatty Arbuckle und Charlie Chaplin war sie als Star der Filmkomödie etabliert und in den frühen 1910er Jahren die erste Frau in diesem Genre.
Ihre Karriere ist eng mit dem Filmproduzenten und Gründer der Keystone Studios Mack Sennett verbunden, mit dem sie auch verlobt war. Schon in jungen Jahren wurde sie kränklich, ihr Leben verlief unstet. Wie einige andere Stars der frühen Hollywood-Ära festigte auch Mabel Normand den Ruf der Sittenlosigkeit, welcher der Filmbranche anhaftete. Mabel Normand lebte exzessiv, trank, rauchte, nahm Drogen; sie leistete sich Liebhaber und war in Skandale verwickelt. Sie war erst 37-jährig, als sie starb.

## Jugend
Mabel Normand war das jüngste von drei Geschwistern. Ihre Eltern waren der französischstämmige Pianist Claude Normand und dessen aus Irland stammende Ehefrau Mary Drury. Die Familie zog häufig um. Mabel Normand begann bereits im Alter von 14 Jahren für Künstler Modell zu stehen, unter anderem für den Cartoonisten Charles Dana Gibson – den „Erfinder“ der Gibson-Girls, populärer Idealbilder jugendlicher Schönheiten – sowie James Montgomery Flagg. 1909 trat sie erstmals in einem Film auf, der von den Kalem-Filmstudios produziert wurde. Kurz darauf fand sie eine Festanstellung in den Biograph Studios und arbeitete mit David Wark Griffith. Dort lernte sie auch den Schauspieler und Filmregisseur Mack Sennett kennen und begann eine Affäre mit ihm.

## Beginn einer Karriere
Ihre ersten Filmauftritte absolvierte sie für die Filmgesellschaft Vitagraph, wo sie als „Vitagraph Betty“ ihr komödiantisches Talent bereits voll ausspielen konnte. 1911 entstand dort u. a. der Film The Troublesome Secretaries zusammen mit John Bunny. Im selben Jahr wechselte sie zu David Wark Griffiths Biograph, für die sie auch dramatische Rollen bekleidete, aber abermals vor allem als Komödienstar reüssierte. Unter der Regie von Mack Sennett drehte sie dort u. a. Oh, Those Eyes, Tomboy Bessie und A Dash Through the Clouds (alle 1912).
Im Jahr 1912 gründete Mack Sennett die Keystone Studios. Mitbegründer waren Mabel Normand, Fred Mace und Ford Sterling. Sie waren auch das Schauspielerteam der ersten Keystone-Comedys. In den Studios in Edendale, nahe bei Los Angeles, tauchten bald neue Schauspielergesichter auf, vor allem Fatty Arbuckle (1913) und Charlie Chaplin (1914). Zusammen mit Normand bildeten die beiden bald die feste Besetzung in den Slapstick-Filmen von Keystone, für die Normand teilweise auch das Drehbuch schrieb und Regie führte. Mit Chaplin und Marie Dressler drehte sie 1914 den Langfilm Tillies gestörte Romanze. Nach Chaplins Weggang wurde sie in Filmen wie Fatty and Mabel's Simple Life (1915) und Fatty and Mabel Adrift (1916) systematisch zum Duo mit Fatty Arbuckle aufgebaut, obwohl sie mit dem Komiker auch schon vorher als Team agiert hatte.
Sennett verdiente Millionen mit seinen Filmen, doch die Schauspieler sahen wenig von den Einnahmen. Sie verließen Keystone, auch die Beziehung zwischen Normand und Sennett endete. Obwohl bereits seit einiger Zeit verlobt, waren die beiden mehr mit dem Aufbau des Studios und dem Filmen beschäftigt als mit Hochzeitsvorbereitungen. Sennett verhalf Mabel Normand noch zu einem eigenen Studio, doch der einzige Film, der bei Mabel Normand Productions entstand, war Mickey. Während der Dreharbeiten erkrankte Normand erstmals an einer schweren Bronchitis. Es kam zusätzlich zu Streitereien über die Filmverwertungsrechte mit dem Geldgeber Sennett. Mickey kam vorerst nicht in die Kinos, doch Mabel Normand war bei Keystone zu einem eigenständigen Star gereift und ab 1917 ging sie ihren eigenen Weg.

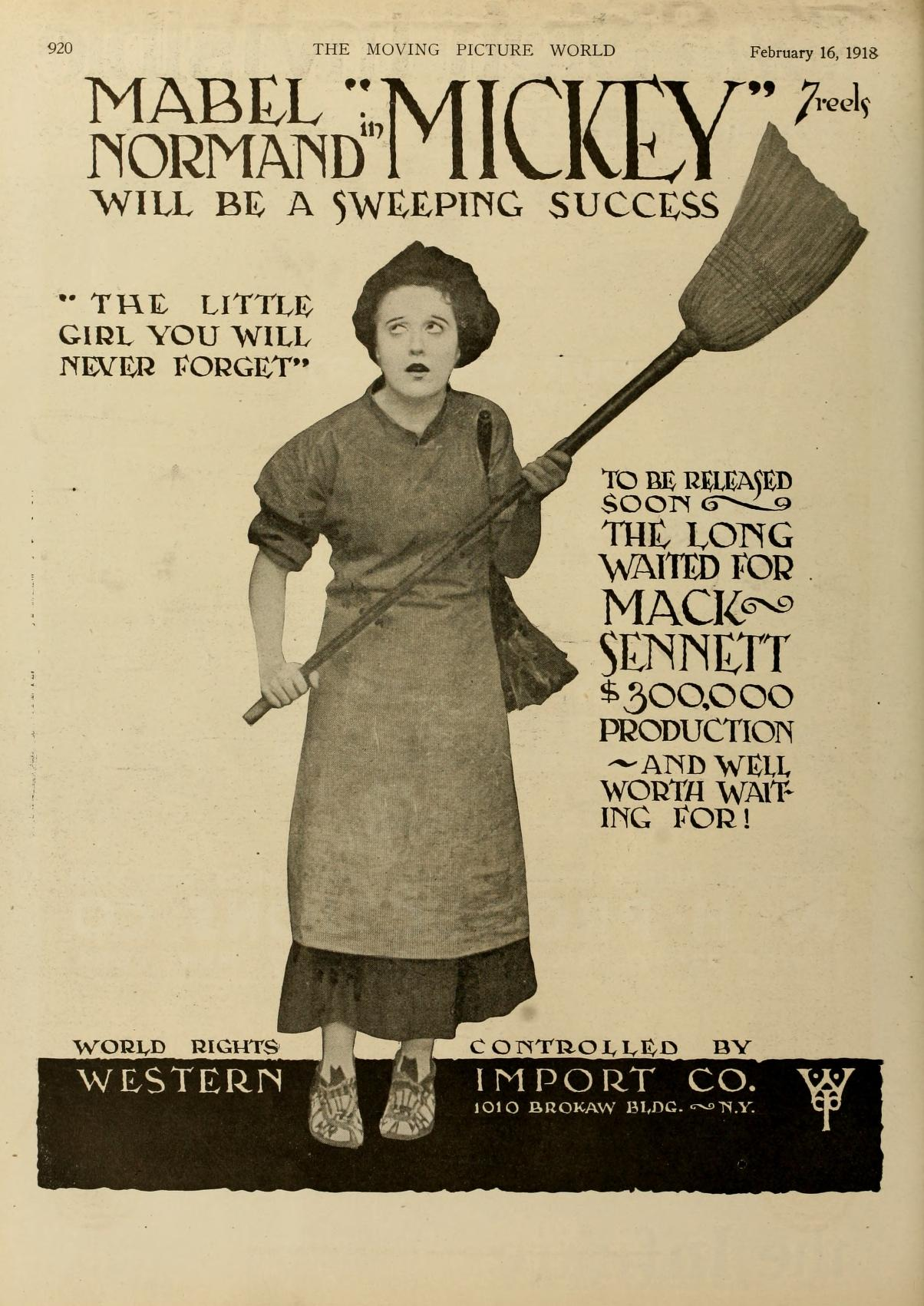
Mabel Normand, Mickey

## Höhepunkt der Karriere
Die nächste Station von Mabel Normand waren die Studios von Samuel Goldwyn in Culver City. Der Vertrag wurde 1918 geschlossen. Die erste Filmrolle, die Normand bei Goldwyn bekam, war noch im selben Jahr Joan of Plattsburg. Schnell entwickelten sich jedoch Probleme zwischen Normand und Goldwyn: Der berühmte Filmproduzent soll der Diva verfallen gewesen sein, doch sie interessierte sich nicht für ihn. Stattdessen wurde sie unzuverlässig, sie machte Nächte auf Partys durch, kam erst spät ins Studio und war häufig krank. Ihre Eskapaden und die Folgen ihres Alkoholkonsums wurden für Goldwyn teuer. Obwohl Mickey und Joan of Plattsburg inzwischen erfolgreich in den Kinos liefen, war er einverstanden, als Mack Sennett wieder Interesse an Normand zeigte und der auf fünf Jahre geschlossene Vertrag wurde 18 Monate vor Ablauf gelöst. Normand kehrte zu den Keystone Studios nach Edendale zurück.
Sennett hatte ein neues Filmprojekt in Planung, Molly O’, für das er eigentlich Mary Pickford vorgesehen hatte, doch diese nahm das Angebot nicht an. So setzte er Mabel Normand als Star des Films unter der Regie von F. Richard Jones (Dick Jones) ein. Die Dreharbeiten verliefen schleppend, Normand spielte eine Rolle, für die sie eigentlich zu alt war, und sie war häufig krank. Doch Sennett sorgte für eine Filmcrew, die auf die kapriziösen Launen Mabel Normands einging, und ihre schauspielerische Leistung war außergewöhnlich. Kritik und Publikum waren begeistert, der Film wurde ein großer kommerzieller Erfolg für Sennett und ein gelungenes Comeback für Mabel Normand. Doch der Erfolg stand inzwischen auf tönernen Füßen: Übermäßiger Alkoholgenuss und Drogenmissbrauch ruinierten zunehmend ihr Aussehen und ihre Gesundheit.
Im Jahr 1921 erschütterte der Arbuckle-Skandal das Land. Das Klima wurde konservativer, Moralhüter in den ganzen USA bliesen zum Sturm gegen das „Sündenbabel Hollywood“. Auch Mabel Normand stand auf Grund ihres Lebenswandels in der Kritik.
1922 begannen die Dreharbeiten zum nächsten Filmprojekt, Suzanna. Jones führte wieder Regie, und auch der überwiegende Teil der restlichen Crew von Molly O’ stand wieder zur Verfügung. Normand spielte erneut eine Rolle, für die sie eigentlich schon zu alt war. Gleichzeitig stabilisierte sich jedoch ihr gesundheitlicher Zustand etwas. Sie begann, sich für Literatur zu interessieren, las Bücher und besuchte das Theater.

## Der Taylor-Mord
Ihr häufiger Begleiter in dieser Zeit wurde der Paramount-Regisseur William Desmond Taylor, der ihre Interessen teilte. Eine enge Freundschaft entwickelte sich, und Taylor unterstützte Normand dabei, von den Drogen loszukommen. Der gewaltsame Tod Taylors am 1. Februar 1922 erschütterte Hollywood: Mabel Normand besuchte ihren Freund Taylor, um ein Buch zu holen, das er ihr besorgt hatte. Der Regisseur begleitete sie danach zum Auto und kehrte in sein Haus zurück. Dort wurde er kaum 15 Minuten später an seinem Schreibtisch, wo er gerade mit seiner Steuererklärung beschäftigt war, von hinten erschossen. Mabel Normand war die letzte, die ihn lebend gesehen hatte, und wurde dementsprechend intensiv von der Polizei vernommen. Auch die Presse stürzte sich auf sie: Erneut wurde ihre Nähe zu Arbuckle thematisiert, und auch ihre Drogenabhängigkeit kam an die Öffentlichkeit.
Taylors Mörder wurde nie gefasst. Kurzzeitig stand die junge, ebenfalls sehr bekannte Paramount-Schauspielerin Mary Miles Minter in Verdacht, deren Karriere damit zu Ende war, doch es kam zu keiner Anklage. Mabel Normand verfiel in eine Krise, und die Dreharbeiten zu Suzanna mussten unterbrochen werden.
Obwohl der Film schließlich beendet werden konnte, kam die öffentliche Empörung über Mabel Normand nicht mehr zur Ruhe. Ihrem Freund Fatty Arbuckle stand sein dritter Prozess bevor. Da die Filme von Arbuckle verboten wurden, war auch Normand als seine häufige Filmpartnerin betroffen. Die negative Publicity dauerte an und beschädigte auch Normands Ruf. Im Sommer 1922 flüchtete sie sich auf eine Europareise. Zu Weihnachten reiste sie noch einmal nach England und kehrte erst im Februar 1923 in die USA zurück.
Sie wirkte angeblich erholt und ausgeruht, als Sennett ihr – nach erfolglosem Casting mehrerer Schauspielerinnen – die Hauptrolle in dem Film The Extra Girl anbot. Während der Dreharbeiten stürzte sie vom Pferd und brach sich das Schlüsselbein, doch sie erholte sich schnell, und die Produktion ging zügig weiter. Der Film gilt heute als Normands bekanntester neben Mickey, obwohl er nicht annähernd denselben kommerziellen Erfolg hatte.

## Der Dines-Zwischenfall
Auf einer Neujahrsparty des Jahres 1924 in New York kam es wieder zu einem Skandal, in den Mabel Normand unglücklich verwickelt war: Normands Chauffeur schoss mit einer Pistole auf Courtland Dines, den Gastgeber der Party und Liebhaber der Schauspielerin. Dines wurde verletzt, überlebte aber. Die Pistole gehörte Normand, und der Chauffeur Horace Greer entpuppte sich bei den nachfolgenden Ermittlungen als entflohener Strafgefangener, der unter falschem Namen lebte. Beim Prozess sagte der Chauffeur aus, er habe die Ehre seiner Arbeitgeberin verteidigen wollen. Dines verweigerte die Aussage. Horace Greer wurde vom Gericht nicht verurteilt, Mabel Normand dagegen von der Öffentlichkeit. Sie bekam eine sehr schlechte Presse, und für die folgenden Jahre zog sie sich vorübergehend vom Filmgeschäft zurück. In manchen Gegenden der USA wurden ihre Filme verboten.

## Langsamer Abstieg
Die Ehefrau von Norman Church, den sie nach ihrem Schlüsselbeinbruch 1923 im Krankenhaus kennengelernt hatte, bezichtigte sie öffentlich, eine Affäre mit ihrem Ehemann gehabt zu haben. Normand wehrte sich mit einer Verleumdungsklage und einer Schadensersatzforderung von einer halben Million US-Dollar – sie verlor.
Da Filmangebote ausblieben, versuchte Mabel Normand sich 1925 beim Theater, doch ihre Stummfilmerfahrung genügte nicht für eine überzeugende Bühnenpräsenz: Ihre Stimme war zu dünn und die Darstellung zu manieriert. Die Komödie The Little Mouse, in der sie die Hauptrolle spielte, wurde nach wenigen Aufführungen erfolglos abgesetzt.
Eine Wende kam kurzzeitig 1926, als sie bei den Hal Roach Studios einen Vertrag bekam. F. Richard Jones, ihr früherer Regisseur bei Keystone, verhalf ihr zu einer neuen Chance. Hal Roach war nie überzeugt von Mabel Normands Fähigkeiten, doch produzierte er mit ihr in fünf Monaten fünf Filme, unter anderem Raggedy Rose. Obwohl sie breite Unterstützung von ihren Hollywood-Kollegen, allen voran von ihrer Freundin Mary Pickford, erhielt, floppte der Film beim Publikum. Auch ihr Gesundheitszustand verschlechterte sich rapide. Nach über 250 Filmen war Mabel Normands Karriere am Ende.
Auf einer Party lernte sie 1926 den Schauspieler Lew Cody, bekannt als der „Butterfly Man“, kennen. Die beiden heirateten überstürzt am 17. September 1926 in Ventura, Kalifornien, vor einem Friedensrichter. Nach der Heirat folgte ein Presse-Gerücht auf das andere, die beiden lebten jedenfalls nie zusammen. In den folgenden Jahren wurden widersprüchliche Meldungen in die Welt gesetzt: Annullierung der Ehe, Flitterwochen, Verkauf der Wohnungen und Kauf eines gemeinsamen Hauses, Scheidung. Tatsächlich lebte sich das Paar einfach nur auseinander. Während Cody den Wechsel vom Stumm- zum Tonfilm mit Erfolg schaffte, zog sich Normand vom Filmgeschäft vollkommen zurück.

## Gesundheitlicher Zusammenbruch und Tod
Im Februar 1927 wurde Mabel Normand wegen einer schweren Lungenerkrankung ins Krankenhaus eingeliefert. Sie brauchte mehrere Monate, um sich etwas zu erholen. Im November reiste sie mit Lew Cody an die Ostküste, wo er eine Vaudeville-Tournee absolvierte. Bis März 1929 verschlechterte sich ihr Zustand jedoch weiter und die Öffentlichkeit erfuhr offiziell von ihrer Tuberkuloseerkrankung. Sie kam in ein Sanatorium in Monrovia bei Los Angeles in Quarantäne. Ihr Zustand verschlechterte sich zunehmend, bis zum Januar 1930 waren beide Lungenflügel infiziert. Täglich trafen Blumen und Briefe ihrer Fans im Krankenhaus ein. Auch eine Bluttransfusion half nichts mehr, Mabel Normand starb fiebrig und völlig entkräftet am 23. Februar 1930. Sie wurde auf dem Calvary-Friedhof in Los Angeles beigesetzt.
Mabel Normands Stern auf dem Hollywood Walk of Fame befindet sich bei 6821, Hollywood Boulevard.
1974 schrieben Michael Stewart und Jerry Herman das Musical „Mack & Mabel“, das die Affäre zwischen Normand und Sennett zum Thema hatte.

## Fragwürdige Lebensdaten
Zu den Lebensdaten Mabel Normands gibt es unterschiedliche Angaben. So wird als ihr Geburtstag in verschiedenen Quellen der 9., der 10., der 16. und der 19. November genannt. Auch das Geburtsjahr wird nicht einheitlich angegeben: 1892, 1893, 1894 oder, wie auf dem Grabstein steht, 1895. Als Todestag wird meist der 23., gelegentlich aber auch der 22. Februar genannt.

## Zitat
Say anything you like, but don't say I love to work. That sounds like Mary Pickford, the prissy bitch.
(Sagen Sie, was Sie wollen, aber sagen Sie nicht, ich liebe es, zu arbeiten. Das klingt wie Mary Pickford, das zickige Luder. Normand und Pickford waren eng befreundet)

## Filmografie (Auswahl)

### 1910–1916 nur Kurzfilme
- 1910: The Indiscretions of Betty
- 1910: Over the Garden Wall
- 1910: Wilful Peggy
- 1911: Fate’s Turning
- 1911: The Diamond Star
- 1911: A Tale of Two Cities
- 1911: Das hübsche kleine Dienstmädchen(Betty Becomes a Maid)
- 1911: The Widow Visits Sprigtown
- 1911: Troublesome Secretaries
- 1911: Picciola; or, The Prison Flower
- 1911: Die alte Mutter (His Mother)
- 1911: When a Man’s Married His Trouble Begins
- 1911: A Dead Man’s Honor
- 1911: The Changing of Silas Warner
- 1911: Two Overcoats
- 1911: The Subduing of Mrs. Nag
- 1911: The Strategy of Anne
- 1911: The Diving Girl
- 1911: How Betty Won the School
- 1911: The Baron
- 1911: The Squaw’s Love
- 1911: The Revenue Man and the Girl
- 1911: Her Awakening
- 1911: The Making of a Man
- 1911: Italian Blood
- 1911: The Unveiling
- 1911: Through His Wife’s Picture
- 1911: The Inventor’s Secret
- 1911: Their First Divorce Case
- 1911: A Victim of Circumstances
- 1911: Why He Gave Up
- 1911: Saved from Himself
- 1912: The Joke on the Joker
- 1912: The Engagement Ring
- 1912: The Eternal Mother
- 1912: Did Mother Get Her Wish?
- 1912: Pants and Pansies
- 1912: The Mender of Nets
- 1912: The Fatal Chocolate
- 1912: A Spanish Dilemma
- 1912: Hot Stuff
- 1912: A Voice from the Deep
- 1912: Oh, Those Eyes
- 1912: Help! Help!
- 1912: The Brave Hunter
- 1912: The Fickle Spaniard
- 1912: The Furs
- 1912: When Kings Were the Law
- 1912: Helen’s Marriage
- 1912: Tomboy Bessie
- 1912: Neighbors
- 1912: Katchem Kate
- 1912: The New Baby
- 1912: A Dash Through the Clouds
- 1912: What the Doctor Ordered
- 1912: The Tourists
- 1912: Tragedy of the Dress Suit
- 1912: An Interrupted Elopement
- 1912: Mr. Grouch at the Seashore
- 1912: He Must Have a Wife
- 1912: The Water Nymph
- 1912: Cohen Collects a Debt
- 1912: The New Neighbor
- 1912: Riley and Schultz
- 1912: The Beating He Needed
- 1912: Pedro’s Dilemma
- 1912: The Flirting Husband
- 1912: Ambitious Butler
- 1912: At Coney Island
- 1912: Mabel’s Lovers
- 1912: At It Again
- 1912: The Deacon’s Troubles
- 1912: A Temperamental Husband
- 1912: The Rivals
- 1912: Mr. Fix–It
- 1912: A Desperate Lover
- 1912: Pat’s Day Off
- 1912: Brown’s Seance
- 1912: A Midnight Elopement
- 1912: A Family Mixup
- 1912: Mabel’s Adventures
- 1912: The Drummer’s Vacation
- 1912: The Duel
- 1912: Mabel’s Stratagem
- 1912: Kings Court
- 1913: Saving Mabel’s Dad
- 1913: A Double Wedding
- 1913: How Hiram Won Out
- 1913: For Lizzie’s Sake
- 1913: The Mistaken Masher
- 1913: The Deacon Outwitted
- 1913: Just Brown’s Luck
- 1913: The Battle of Who Run
- 1913: Mabel’s Heroes
- 1913: Heinze’s Resurrection
- 1913: A Tangled Affair
- 1913: A Red Hot Romance
- 1913: A Doctored Affair
- 1913: The Sleuths at the Floral Parade
- 1913: A Strong Revenge
- 1913: Foiling Fickle Father
- 1913: The Rube and the Baron
- 1913: At Twelve O’Clock
- 1913: On His Wedding Day
- 1913: Her New Beau
- 1913: Hide and Seek
- 1913: Those Good Old Days
- 1913: Father’s Choice
- 1913: A Game of Poker
- 1913: Bangville Police
- 1913: His Chum the Baron
- 1913: That Ragtime Band
- 1913: A Little Hero
- 1913: Mabel’s Awful Mistake
- 1913: Hubby’s Job
- 1913: The Foreman of the Jury
- 1913: Barney Oldfield’s Race for a Life
- 1913: The Hansom Driver
- 1913: The Speed Queen
- 1913: The Waiters’ Picnic
- 1913: For the Love of Mabel
- 1913: The Telltale Light
- 1913: A Noise from the Deep
- 1913: Love and Courage
- 1913: Professor Bean’s Removal
- 1913: The Riot
- 1913: Baby Day
- 1913: Mabel’s New Hero
- 1913: Mabel’s Dramatic Career
- 1913: The Gypsy Queen
- 1913: What Father Saw
- 1913: The Fatal Taxicab
- 1913: When Dreams Come True
- 1913: The Bowling Match
- 1913: A Healthy Neighborhood
- 1913: The Speed Kings
- 1913: Love Sickness at Sea
- 1913: A Muddy Romance
- 1913: Cohen Saves the Flag
- 1913: The Gusher
- 1913: Fatty’s Flirtation
- 1913: Zuzu, the Band Leader
- 1913: The Champion
- 1914: A Misplaced Foot
- 1914: A Glimpse of Los Angeles
- 1914: Mabel’s Stormy Love Affair
- 1914: Won in a Closet
- 1914: Mabel’s Bear Escape
- 1914: Mabel in peinlicher Lage (Mabel’s Strange Predicament)
- 1914: Love and Gasoline
- 1914: A Film Johnnie
- 1914: Mack at It Again
- 1914: Mabel at the Wheel
- 1914: Caught in a Cabaret (auch Drehbuch)
- 1914: Mabel’s Nerve
- 1914: The Alarm
- 1914: The Fatal Mallet
- 1914: Ihr Freund, der Bandit (Her Friend the Bandit, verschollen)
- 1914: Mabel’s Busy Day
- 1914: A Gambling Rube
- 1914: A Missing Bride
- 1914: Mabel’s Married Life
- 1914: Mabel’s New Job
- 1914: A New York Girl
- 1914: Those Country Kids
- 1914: Die Maskerade (The Masquerader)
- 1914: Mabel’s Latest Prank
- 1914: Mabel’s Blunder
- 1914: Hello, Mabel
- 1914: Gentlemen of Nerve
- 1914: Lovers’ Post Office
- 1914: His Trysting Place
- 1914: Tillies gestörte Romanze (Tillie’s Punctured Romance)
- 1914: Fatty’s Wine Party
- 1914: The Sea Nymphs
- 1914: Getting Acquainted
- 1914: Fatty’s Wild Night
- 1915: Mabel and Fatty’s Wash Day
- 1915: Fatty and Mabel’s Simple Life
- 1915: Fatty and Mabel at the San Diego Exposition
- 1915: Mabel, Fatty and the Law
- 1915: Mabel and Fatty’s Married Life
- 1915: That Little Band of Gold
- 1915: Wished on Mabel
- 1915: Their Social Splash
- 1915: Mabel’s Wilful Way
- 1915: Mabel Lost and Won
- 1915: The Little Teacher
- 1915: My Valet
- 1915: Stolen Magic
- 1915: Hogan’s Wild Oats
- 1915: Mabel and Fatty Viewing the World’s Fair
- 1916: Fatty and Mabel Adrift
- 1916: He Did and He Didn’t
- 1916: Bright Lights
- 1918: Dodging a Million
- 1918: The Floor Below
- 1918: Joan of Plattsburg
- 1918:The Venus Model
- 1918: Back to the Woods
- 1918: Mickey
- 1919: Peck’s Bad Girl
- 1918: A Perfect 36
- 1918: Stake Uncle Sam to Play Your Hand (Kurzfilm)
- 1919: Sis Hopkins
- 1919: The Pest
- 1919: When Doctors Disagree
- 1919: Upstairs
- 1919: Jinx
- 1920: Pinto
- 1920: The Slim Princess
- 1920: What Happened to Rosa
- 1921: Molly O’
- 1922: Oh, Mabel Behave
- 1922: Head Over Heels
- 1923: Suzanna
- 1923: The Extra Girl
- 1926: Raggedy Rose
- 1926: The Nickel–Hopper (Kurzfilm)
- 1927: Anything Once! (Kurzfilm)
- 1927: Should Men Walk Home? (Kurzfilm)
- 1927: One Hour Married (Kurzfilm)

## Nachwirkung
Stevie Nicks schrieb 1985 den Song Mabel Normand, der 2014 auf dem Album 24 Karat Gold: Songs from the Vault erschienen ist.